# Чушкопек
Чушкопекът е домакински електроуред за печене на плодовете на пипера.
Чушкопекът може да се използва и за печене на други продукти, например патладжани или картофи.
Прочутият в страната и извън пределите ѝ чушкопек, признат за изобретение на XX век и една от българските емблеми, е измислен в малка гаражна работилница във Велико Търново. Уредът, който буквално е изкупуван от конвейерите, включително и от чужденци, дълги години е правен в промкомбината на старата столица, който впоследствие става общинска фирма „Десислава“. Тук е създадена и прочутата печка „Диана“, както и акумулиращата ѝ разновидност.
Инж. Николай Пиперков заедно с неколцина негови колеги постфактум изготвили чертежите на уреда, за да покрие изискванията на БДС и Инспекцията по охрана на труда.
Прототипът на чушкопека – една от основните емблеми на соца, е създаден през 1974 г. Първото масово производство на знаменития чушкопек започва в началото на 1975 г., но се появили първите проблеми, тъй като реотаните изгаряли много бързо. Има форма на цилиндър с кухина, заобиколена от електрически нагревател, в която се събира една голяма чушка. Първоначално цената му била 12 лв., а впоследствие се появили двойни и тройни чушкопеци с разделителна пластина в кухината („тип Мерцедес“) за по 17 – 20 лв., в които се изпичат по няколко чушки. При нормални условия, печенето на чушките отнема не повече от 5 минути.
Заради огромното търсене на чушкопеци от страната и чужбина тогавашната власт се заела и да легализира уреда, който се произвеждал напълно апокрифно в старата столица Велико Търново. „Извикаха инженери от София да изготвят проект и документация, официално чушкарникът бе тестван и в лабораториите на „Елпром“ – Варна, за да се извади документ по БДС. Това се направи обаче, след като бяха произведени вероятно стотици хиляди чушкопеци“, обясняват Радославов и Давидов.
За над 35-годишната история на уреда са направени вероятно милиони изделия. Почти няма български дом, в който неизменно да не присъства и легендарният чушкопек, смятан за едно от най-великите изобретения на XX век.